# Frank Sherwood Taylor
Frank Sherwood Taylor (* 26. November 1897 in Bickley (London); † 5. Januar 1956 in Crowthorne)  war ein britischer Wissenschaftshistoriker und Chemiker. Häufig wird er F. Sherwood Taylor zitiert.
Taylor besuchte die Sherborne School und studierte an der Universität Oxford (Lincoln College) mit einem Stipendium Altphilologie (Classics). Bald darauf wandte er sich der Wissenschaftsgeschichte zu und promovierte am University College London mit einer Dissertation über Alchemie und Alchemisten im antiken Griechenland. 1921 bis 1933 war er Chemielehrer an verschiedenen öffentlichen Schulen und 1933 bis 1938 Assistant Lecturer für anorganische Chemie am Queen Mary College der Universität London. Nach dem Tod von Robert Gunther 1940 wurde er dessen Nachfolger als Kurator des Museum of the History of Science in Oxford. Nach umfangreichem Umbau wurde es 1949 erneut für das Publikum geöffnet. 1950 bis zu seinem Tod 1956 war er Direktor des Science Museum in Kensington.
Er war bekannt als Historiker der Alchemie, zu der er durch die Beschäftigung mit mystischen Poeten wie William Blake, Jan van Ruysbroek und Thomas Vaughan kam und wofür ihn sein Hintergrund in Chemie und Altphilologie besonders qualifizierte. Bekannt war er auch als Autor populärwissenschaftlicher Bücher über Naturwissenschaft und Wissenschaftsgeschichte.
1951 bis 1953 war er Präsident der British Society for the History of Science. Er war  Mitglied der Académie Internationale de Philosophie des Sciences.
Er war Gründungsherausgeber (1937 bis zu seinem Tod) der Zeitschrift Ambix und gründete 1935 mit James Riddick Partington und Douglas McKie die  Society for the History of Alchemy and Chemistry, die die Zeitschrift Ambix herausgibt.

## Schriften (Auswahl)
- The Young Chemist, Edinburgh: Thomas Nelson, 1934, 1961
- Galileo and the freedom of thought, London: Watts 1938
- The conquest of bacteria, from salvarsan to sulphapyridine, London: Secker and Warburg 1940, Freeport, New York 1971
- The fourfold vision : a study of the relations of science and religion, London: Religious Book Club 1946
- Man’s Conquest of Nature, London 1948
- A Century of British Chemistry, London: Longmans, Green and Co. 1948
- Science past and present, London, Heinemann 1949
- A short history of science and scientific thought, 1949, New York: Norton 1963
- The Alchemists: Founders of Modern Chemistry, New York: Henry Schuman, 1949, London: Heinemann 1958
- Inorganic and Theoretical Chemistry, 1931, 10. Auflage (mit H.M.N.H. Irving) Heinemann 1960
- The Idea of the Quintessence. In: E. Ashworth Underwood (Hrsg.): Science, Medicine and History. Essays on the Evolution of Scientific Thought and Medical Practice written in honour of Charles Singer. Band 1. London / New York / Toronto 1953, S. 247–265.
- Organic Chemistry, Heinemann 1959
- The World of Science, London: Heinemann 1960
- An Illustrated History of Science, London: Heinemann 1955, 1959, 1971
- A History of Industrial Chemistry, New York: Arno Press 1972.